# باشگاه ورزشی موهون باگان
باشگاه ورزشی موهان باگان (به هندی: মোহন বাগান) یک باشگاه فوتبال حرفه‌ای در کلکته, بنگال غربی, هند. این باشگاه در سال ۱۸۸۹ توسط بلوپندرا نات بوز تأسیس شد و قدیمی‌ترین باشگاه فوتبال هند و آسیا محسوب می‌شود. دربالاترین سطح فوتبال هند آی لیگ مسابقه میدهد.

## افتخارات

### ملی
- آی لیگ

قهرمان (۱): ۲۰۱۴/۱۵
نایب قهرمان (۲): ۲۰۰۸/۰۹، ۲۰۱۵/۱۶
- لیگ ملی هند (فصل ۲۰۰۶/۰۷)

قهرمان (۳):۱۹۹۷/۹۸، ۱۹۹۹/۲۰۰۰، ۲۰۰۱/۰۲
نایب قهرمان (۱): ۲۰۰۰/۰۱
- جام فدراسیون

قهرمان (۱۴): ۱۹۷۸، ۱۹۸۰، ۱۹۸۱، ۱۹۸۲، ۱۹۸۶، ۱۹۸۷، ۱۹۹۲، ۱۹۹۳، ۱۹۹۴، ۱۹۹۸، ۲۰۰۱، ۲۰۰۶، ۲۰۰۸، ۲۰۱۵/۱۶
نایب قهرمان (۵): ۱۹۹۷، ۱۹۸۳، ۱۹۸۵، ۲۰۰۴، ۲۰۱۰
- سوپر جام

قهرمان (۲): ۲۰۰۷، ۲۰۰۹
نایب قهرمان (۲): ۱۹۹۸، ۱۹۹۹

### بین‌المللی
- لیگ قهرمانان آسیا

مرحله گروهی (۲): ۱۹۸۷, ۸۹-۱۹۸۸
دور حذفی مقدماتی (۴): ۱۹۹۴/۹۵, ۱۹۹۵, ۲۰۰۰-۱۹۹۹, ۲۰۱۶
مرحله مقدماتی (۱): ۲۰۰۲/۰۳
- ای‌اف‌سی کاپ

مرحله گروهی (۲): ۲۰۰۷, ۲۰۰۹
یک شانزدهم (۱): ۲۰۱۶
آخرین بروز رسانی: ۲۴ می ۲۰۱۶
نتیجه: mohunbaganac.com